# Stroganina
La stroganina (in russo Строганина?) è un piatto tipico della Russia artica e delle popolazioni indigene della Siberia settentrionale, che consiste in pesce crudo congelato tagliato in fette lunghe e molto sottili.

## Etimologia
Il nome deriva dal termine russo "strogat", che significa radere. Nelle zone intorno al lago Bajkal il piatto viene invece chiamato raskolotka.

## Preparazione

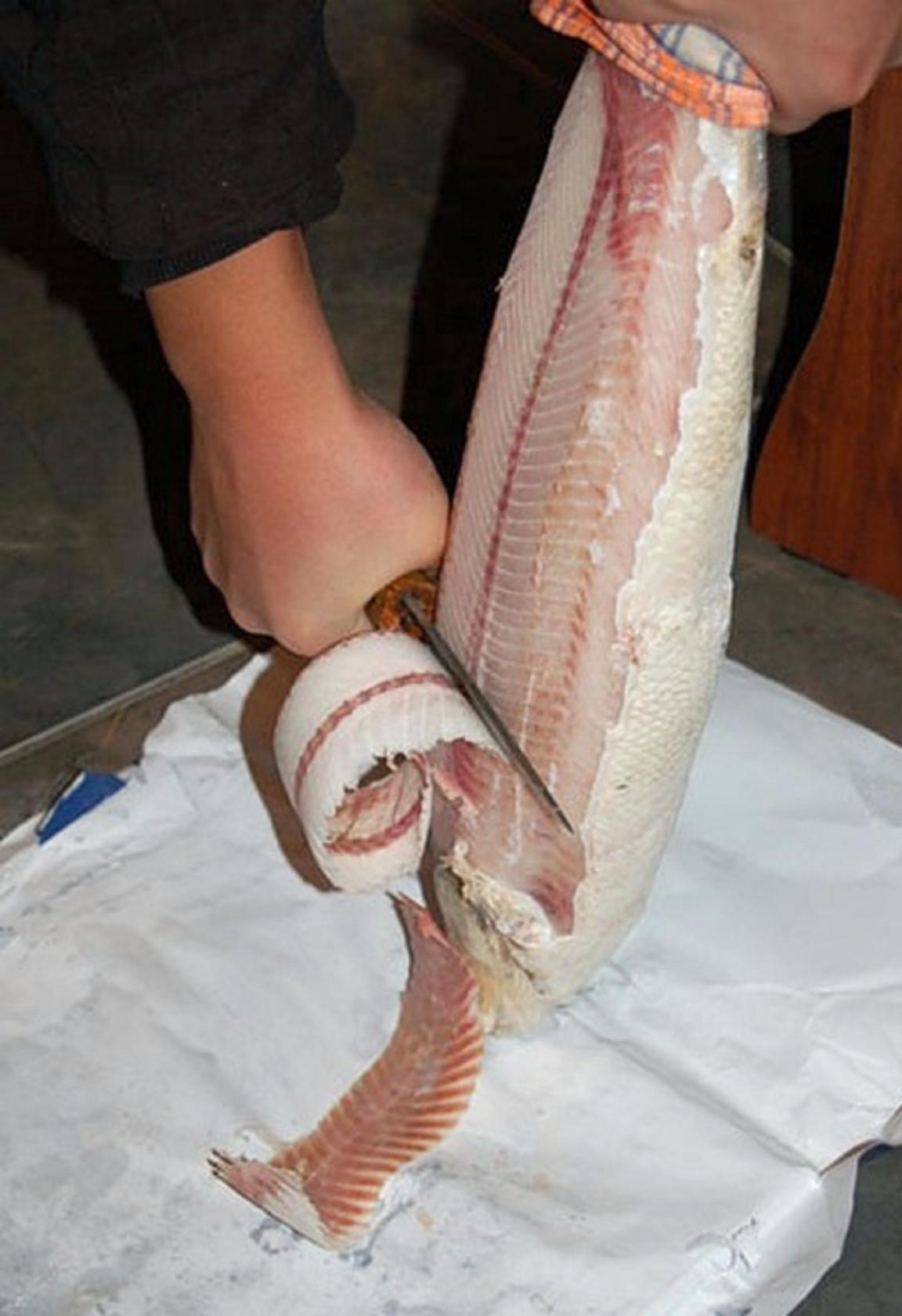
Preparazione della stroganina

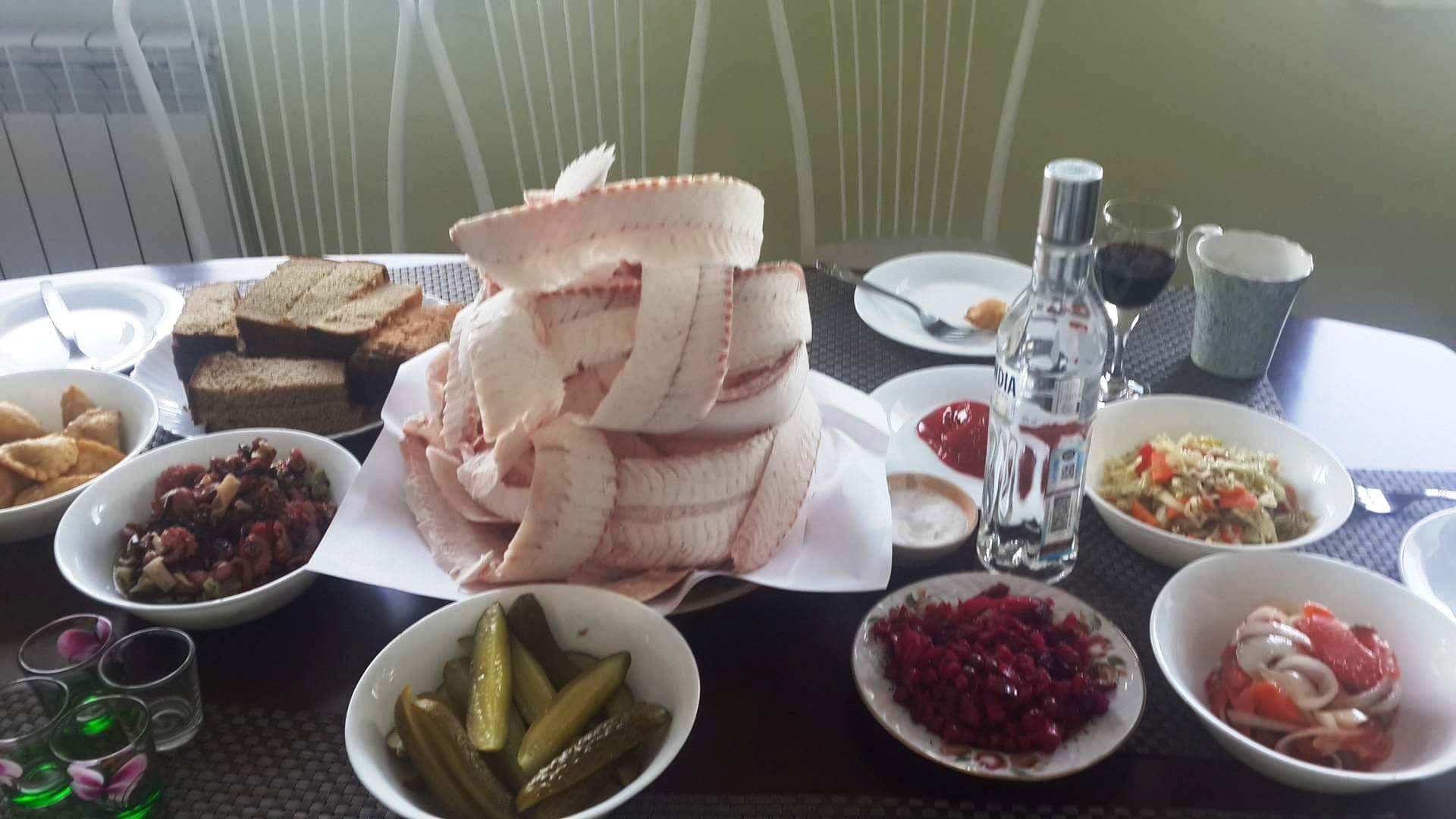
Piatto di stroganina servito in tavola

Nella ricetta tradizionale della stroganina vengono usati coregoni, pesci di acqua dolce della famiglia dei Salmonidae, come il muksun, il nelma o l'omul. In alternativa può essere usato anche il salmone o l'halibut.
Esiste anche una variante meno comune del piatto, preparata con carne di renna.
Il pesce viene pescato in autunno o in inverno, quando la temperatura esterna è sotto lo zero, attraverso fori scavati nei laghi o nei fiumi ghiacciati. Una volta tirato fuori dall'acqua, il pesce congela in pochi minuti e deve essere mantenuto ghiacciato fino al momento della consumazione.
Pochi minuti prima del pasto il pesce viene posizionato verticalmente a testa in giù, desquamato e tagliato in fette lunghe e molto sottili con un coltello affilato. Le fette così ricavate si dispongono naturalmente in riccioli e vengono consumate immediatamente, ancora congelate, in modo da sciogliersi in bocca.  
La stroganina è di solito condita con sale e pepe in polvere, e talvolta anche con bacche selvatiche o salse a base di aceto o pomodoro, e accompagnata con la vodka.
A Jakutsk, nella regione della Sachá - Jacuzia, e a Yar-Sale,  nel Circondario autonomo Jamalo-Nenec, si tengono annualmente dei festival dedicati alla stroganina, dove i partecipanti vengono giudicati per l'abilità nel taglio e il sapore dei piatti preparati.